# 圣于连莫莱萨巴特
圣于连莫莱萨巴特（法語：Saint-Julien-Molhesabate，法語發音：[sɛ̃ ʒyljɛ̃ mɔlesabat]）是法国上卢瓦尔省的一个市镇，位于该省东部，属于伊桑若区。

## 地名
法语人名“Julien”在日常人名译名以及《世界人名翻譯大辭典》、《法语姓名译名手册》等主流人名译名类书籍资料中译作“朱利安”，不过在《世界地名翻译大辞典》、《世界地名译名词典》和《法国地图册》等主流地名译名类书籍资料中译作“于连”。

## 地理
圣于连莫莱萨巴特（45°11'10"N, 4°25'35"E）面积27.5 平方千米，位于法国奥弗涅-罗讷-阿尔卑斯大区上盧瓦爾省，该省份为法国中南部省份，北起多姆山省和卢瓦尔省，西接康塔爾省，南至洛泽尔省，东临阿尔代什省。
与圣于连莫莱萨巴特接壤的市镇（或旧市镇、城区）包括：莫内斯捷、圣于连沃康斯、迪尼耶尔、蒙勒加尔、里奥托尔、圣博内勒弗鲁瓦。
圣于连莫莱萨巴特的时区为UTC+01:00、UTC+02:00（夏令时）。

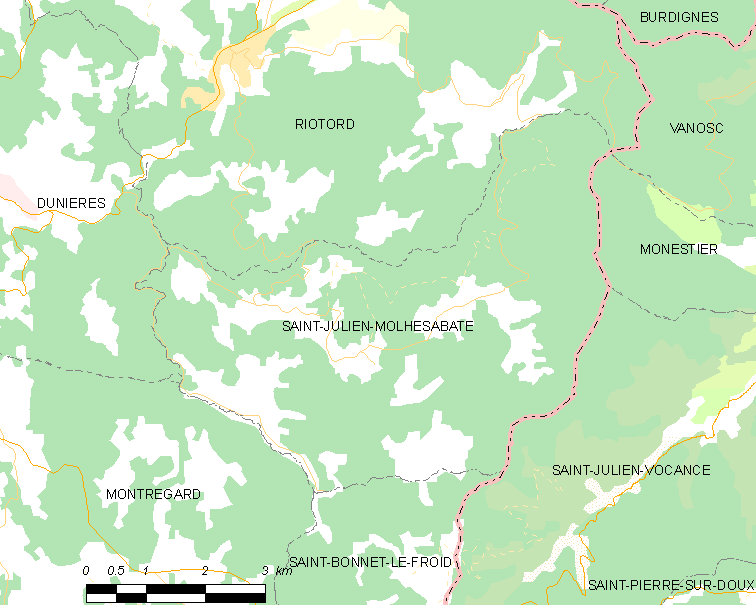
圣于连莫莱萨巴特的OSM定位图

## 行政
圣于连莫莱萨巴特的邮政编码为43220，INSEE市镇编码为43204。

## 政治
圣于连莫莱萨巴特所属的省级选区为布蒂耶尔县。

## 人口

1962-2008年间圣于连莫莱萨巴特人口变化图示

圣于连莫莱萨巴特于2022年1月1日时的人口数量为165人。